# Mustafá II
Mustafá II (5 de junio de 1664 – 28 de diciembre de 1703) gobernó como sultán del Imperio otomano a partir de 1695 hasta 1703.

## Biografía
Era el hijo del sultán Mehmed IV y abdicó en favor de su hermano Ahmed III en 1703.
Mustafá se propuso hacer retroceder el avance austriaco en su Imperio y en 1697 tomó el mando en persona para conquistar de nuevo Hungría. Para desgracia suya fue derrotado en Zenta por Eugenio de Saboya e incluso este acontecimiento obligó a los otomanos a buscar un acuerdo de paz. Por el Tratado de Karlowitz de 1699, Mustafá cedió Hungría y Transilvania a Austria, Morea a la República Veneciana y retiró los destacamentos militares turcos de la Podolia polaca. También durante este reinado, el zar de Rusia Pedro el Grande capturó a los otomanos la fortaleza de Azov en el Mar Negro (1697).

## Reinado

### Gran Guerra Turca
Durante su reinado, la Gran Guerra Turca , que había comenzado en 1683, todavía continuaba. Después del fracaso del segundo asedio de Viena (1683), la Liga Santa había capturado gran parte del territorio del Imperio en Europa. Los ejércitos de los Habsburgo llegaron hasta Niš , la actual Serbia , antes de ser empujados al otro lado del Danubio en 1690. El sultán Mustafá II estaba decidido a recuperar los territorios perdidos en Hungría y, por lo tanto, comandaba personalmente sus ejércitos. Partió de Niš con un gran ejército otomano para hacer campaña contra la Liga Santa .

### Captura de Quíos
Primero, la Armada Otomana recuperó la isla de Chios después de derrotar a la Flota Veneciana dos veces, en la Batalla de las Islas Oinousses (1695) y en la Batalla de Chios (1695), en febrero de 1695.  En junio de 1695 , Mustafá II dejó Edirne para su primera campaña militar contra el Imperio de los Habsburgo . En septiembre de 1695 se capturó la ciudad de Lipova . El 18 de septiembre de 1695, la armada veneciana fue nuevamente derrotada en la victoria naval de Zeytinburnu . Unos días más tarde el ejército de los Habsburgo fue derrotado en la batalla de Lugoj . Posteriormente el ejército otomano volvió a la capital. Mientras tanto, la fortaleza otomana en Azov se defendió con éxito contra las fuerzas rusas que asediaban . 
Cuando Mustafá intentó darse cuenta de sus pensamientos rápidamente, la isla de Chios, que había caído previamente en manos de los venecianos, fue recuperada en ese momento, los tártaros de Crimea Shahbaz Giray entraron en el territorio de Polonia y se dirigieron a Lemberg (Lviv), y volvió con muchos cautivos y botín. Hubo informes de que los venecianos fueron influenciados por las fuerzas otomanas en el frente de Herzegovina en el Peloponeso. Especialmente la recuperación de Chios se consideró auspiciosa y se celebró con grandes festividades en Edirne. Mientras tanto, las propinas de la gente fueron distribuidas a los lugareños. 

### Guerras de los Habsburgo
En abril de 1696, Mustafá II abandonó Edirne para su segunda campaña militar contra el Imperio de los Habsburgo. En agosto de 1696, los rusos sitiaron Azov por segunda vez y capturaron la fortaleza. En agosto de 1696, las tropas otomanas derrotaron al ejército de los Habsburgo en la batalla de Ulaş y en la batalla de Cenei. Después de estas victorias, las tropas otomanas capturaron Timișoara y Koca Cafer Pasha fue designado protector de Belgrado . Posteriormente, el ejército regresó a la capital otomana. 
En junio de 1697 Mustafá II abandonó la capital en su tercera campaña militar contra el Imperio de los Habsburgo. Sin embargo, el ejército otomano sufrió una gran derrota en la batalla de Zenta. En ella el Gran Visir Elmas Mehmed Pasha también murió. Posteriormente, los otomanos firmaron un tratado con la Liga Santa. 
El evento más traumático de su reinado fue la pérdida de Hungría por el Tratado de Karlowitz en 1699.
Sin embargo, incluso si el poder otomano parecía decaer en un lado del imperio, esto no significaba que cesaran los esfuerzos otomanos de expansión. En 1700, por ejemplo, el gran visir Amcazade Hüseyin se jactó ante una tribu recalcitrante que residía en los pantanos cerca de Bagdad de que debían acatar el gobierno del sultán, ya que su control se extendía incluso a sus reductos pantanosos. El Gran Visir agregó que, después de todo, Mustafá II era "el Señor del Agua y el Lodo". 
Al final de su reinado, Mustafá II buscó restaurar el poder del Sultanato, que había sido una posición cada vez más simbólica desde mediados del siglo XVII, cuando Mehmed IV había cedido sus poderes ejecutivos al Gran Visir. La estrategia de Mustafá II fue crear una base alternativa de poder para sí mismo al hacer que la posición de los timars , los soldados de caballería otomanos, fuera hereditaria y, por lo tanto, leal a él. Los timariot, sin embargo, eran en este punto una parte cada vez más obsoleta de la maquinaria militar otomana.

### Deposición
La estratagema fracasó, las tropas descontentas vinculadas a una campaña georgiana se amotinaron en la capital (llamado el " evento de Edirne " por los historiadores), y Mustafá fue depuesto el 22 de agosto de 1703.

## Familia
Con el ascenso de Mustafá II, el título de " Haseki Sultan " fue abolido definitivamente, para ser reemplazado definitivamente por el menos prestigioso y no exclusivo " Kadın " (consorte imperial). Mustafá II también creó una nueva clase de concubinas, las " Ikbal ":  inferiores en rango a las Kadın en la jerarquía del harén , inicialmente fueron llamadas con el título normal de " Hatun " (mujer), luego modificado en eso, superior, de " Hanim " (señora).
Varias de sus concubinas y consortes se casaron tras su deposición por orden del nuevo sultán, su hermano Ahmed III.

### Consortes
Mustafá II tuvo al menos diez consortes y solo dos de ellas alcanzaron ser Valide Sultan para sus hijos: 
- Alicenab Kadın (fallecido el 20 de abril de 1699, Palacio de Edirne , Edirne, enterrado en la Mezquita Darülhadis). BaşKadin (primera consorte imperial) hasta su muerte.
- Afife Kadın (c. 1682 - Constantinopla, después de 1718). También llamada Hafife, Hafiten, Hafize o Hafsa en las crónicas europeas, era la consorte más querida de Mustafá, sentimiento correspondido, aunque nunca se casaron legalmente. Ingresó al harén cuando tenía diez años y luego se convirtió en una de las consortes de Mustafá. En 1696 dio a luz a una hija, cuya identidad no se conoce con certeza, aunque debió ser una de las tres hijas mayores de Mustafá. Más tarde fue madre de cinco de los ocho hijos de Mustafá, pero lamentablemente, a diferencia de su hija, todos murieron infantes. Tras la deposición de Mustafá II, el nuevo sultán Ahmed III, el hermano menor de Mustafá, la obligó a volver a casarse, a pesar de ser madre de una princesa viva: eligió a Reis ül-Küttab.Ebubekir Efendi, el que la había presentado por primera vez a Mustafá, porque sabía que él nunca la tocaría, y vivió con pesar y luto por la pérdida de Mustafá hasta su muerte, ocurrida al menos quince años después.
- Saliha Kadın (fallecida el 21 de septiembre de 1739, Palacio Tırnakçı, Estambul, enterrada en el Mausoleo Turhan Sultan, Mezquita Nueva). Ella era Valide Sultan y madre de Mahmud I.
- Şehsuvar Kadın (fallecido el 27 de abril de 1756, Palacio de Topkapı, Estambul, enterrado en la Mezquita Nuruosmaniye ). Ella era Valide Sultan de hijo Osmán III.
- Bahtiyar Kadin. Una de sus primeras concubinas.
- Ivaz Kadin. Mencionada como Kadin en un documento de 1696/1697, probablemente era al menos la madre de una de las hijas mayores de Mustafá.
- Hatice Kadin. Antes de convertirse en consorte, era una dama de compañía de un harén de alto rango.
- Hüsnüşah Kadin. Murió el 1 de enero de 1700.
- Şahin Fatma Hatun, luego Hanim. Baş Ikbal (primer ikbal). Después de la deposición de Mustafá, fue sacada del harén y casada por orden de Ahmed III.
- Hanife Hatun, luego Hanim. Después de la deposición de Mustafá, fue sacada del harén y casada por orden de Ahmed III. De su nuevo esposo tuvo un hijo llamado Ibrahim y una hija.

### Hijos
Mustafá II tuvo al menos ocho hijos, incluidos cinco que murieron cuando eran bebés con Afife Kadın: 
- Mahmud I (2 de agosto de 1696 - 13 de diciembre de 1754) - con Saliha Kadin. 24º Sultán del Imperio Otomano.
- Şehzade Mehmed (27 de noviembre de 1698 - 3 de junio de 1703, Palacio de Edirne, Edirne, enterrado en la türbe de Turhan Sultan , Mezquita Nueva) - con Afife Kadın. Fue el hijo predilecto de Mustafá II, quien sufrió inmensamente su muerte.
- Osmán III (2 de enero de 1699 - 30 de octubre de 1757) - con Şehsuvar Kadin. 25º Sultán del Imperio Otomano.
- Şehzade Hasan (28 de marzo de 1699 - 25 de mayo de 1733). Se convirtió en heredero del trono en 1730 y pasó la mayor parte de su vida encerrado en los Kafes , donde finalmente murió.
- Şehzade Hüseyn (16 de mayo de 1699 - 19 de septiembre de 1700, Palacio de Edirne, Edirne, enterrado en la Mezquita Nueva) - con Afife Kadın.
- Şehzade Selim (16 de mayo de 1700 - 8 de junio de 1702, Palacio de Edirne, Edirne, enterrado en la turbe Nueva Mezquita de Turhan Sultan) - con Afife Kadın.
- Şehzade Ahmed (3 de marzo de 1702 - 7 de septiembre de 1703, Palacio de Edirne , Edirne, enterrado en la mezquita de Darülhadis) - con Afife Kadın.
- Şehzade Suleyman (25 de diciembre de 1697 - 25 de diciembre de 1697, Palacio de Edirne, Edirne, enterrado en la turbe Nueva Mezquita de Turhan Sultan) - con Afife Kadın. Nacimiento de un niño muerto.

### Hijas
Mustafá II tuvo al menos doce hijas, de las cuales una, entre las tres mayores, con Afife Kadin: 
- Ayşe Sultan (30 de abril de 1696 - 26 de septiembre de 1752, Estambul, enterrada en la Mezquita Nueva). Apodada Büyük Ayşe "la mayor" para distinguirla de su prima Ayşe Sultan "la más joven" , hija de Ahmed III. Se casó tres veces, pero no tuvo hijos.
- Emine Sultan (1 de septiembre de 1696-1739, Estambul, enterrado en la Mezquita Nueva). Se casó cuatro veces, pero no tuvo hijos.
- Safiye Sultan (13 de octubre de 1696 - 15 de mayo de 1778, Estambul, enterrado en la Mezquita Nueva). Se casó cuatro veces y tuvo tres hijos y una hija.
- Hatice Sultan (15 de marzo de 1698 - antes de 1703, Palacio de Edirne , Edirne, enterrado en la mezquita de Darülhadis).
- Rukiye Sultan (13 de noviembre de 1698 - 28 de marzo de 1699, Palacio de Edirne , Edirne, enterrado en la mezquita de Darülhadis).
- Rukiye Ismihan Sultan (después de abril de 1699 - 24 de diciembre de 1703, Estambul, enterrado en la Mezquita Nueva). Su padre la prometió en esposa a Maktülzade Ali Paşah, pero la niña murió antes de poder celebrar la boda.
- Fatma Sultan (8 de octubre de 1699 - 20 de mayo de 1700, Estambul, enterrada en la Mezquita Nueva).
- Ümmügülsüm Sultan (10 de junio de 1700 - 2 de mayo de 1701, Palacio de Edirne , Edirne, enterrado en la mezquita de Darülhadis).
- Emetullah Sultan (22 de junio de 1701 - 19 de abril de 1727, Estambul, enterrado en la Mezquita Nueva) - con Şehsuvar Kadın. También llamada Ümmetullah Sultan o Heybetullah Sultan. Se casó una vez y tuvo una hija.
- Zeynep Sultan (10 de junio de 1703 - 18 de diciembre de 1705, Estambul, enterrado en la Mezquita Nueva).
- Atike Sultán (? - ?). Ella murió en la infancia.
- Esma Sultán (? - ?). Ella murió en la infancia.

## Muerte
Después del regreso del nuevo sultán a Estambul, Mustafá y sus príncipes fueron llevados a Estambul en el Palacio de Topkapi y fueron encerrados en los Kafes. La vida en jaula de Mustafá duró cuatro meses. Murió de tristeza o por una causa desconocida el 29 de diciembre de 1703. Fue enterrado junto a su abuela, Turhan Hatice Sultan , en la Mezquita Nueva, Eminönü , Estambul , Turquía.

| Predecesor: Ahmed II | Sultán del Imperio otomano 1695 - 1703 | Sucesor: Ahmed III |

- Datos: Q199659
- Multimedia: Mustafa II / Q199659